# Vitstrupig siska
Vitstrupig siska (Crithagra albogularis) är en fågel i familjen finkar inom ordningen tättingar.

## Utseende och läte
Vitstrupiug siska är en förhållandevis stor och ostreckad siska med tydlig ansiktsteckning, vit strupe och gulgrön övergump. Den har vidare ett ljust ögonbrynsstreck och en kraftig näbb. Liknande proteasiskan har svart haklapp, ljus näbb och två tydliga vingband. Sången är kanariefågellik med vissa härmningar, medan lätet är distinkt trestavigt, återgivet i engelsk litteratur som "speak-to-me".

## Utbredning och systematik
Vitstrupig siska förekommer i södra Afrika. Den delas in i fyra underarter med följande utbredning:
- Crithagra albogularis crocopygia – norra Namibia och sydvästra Angola
- Crithagra albogularis sordahlae – nordöstra och norra Kapprovinsen samt södra Namibia
- Crithagra albogularis albogularis – västra och sydvästra Kapprovinsen till Östra Kapprovinsen och Griqualand
- Crithagra albogularis orangensis – norra Sydafrika (södra Nordvästprovinsen och västra Fristatsprovinsen)

### Släktestillhörighet
Arten placerades tidigare i släktet Serinus, men DNA-studier visar att den liksom ett stort antal afrikanska arter endast är avlägset släkt med t.ex. gulhämpling (S. serinus).

## Levnadssätt
Vitstrupig siska hittas i olika torra miljöer som kusthedar, karroo, torra gräsmarker och törnbuskmarker. Den uppträder i par eller i smågrupper, efter häckningstid i kringvandrande större flockar.

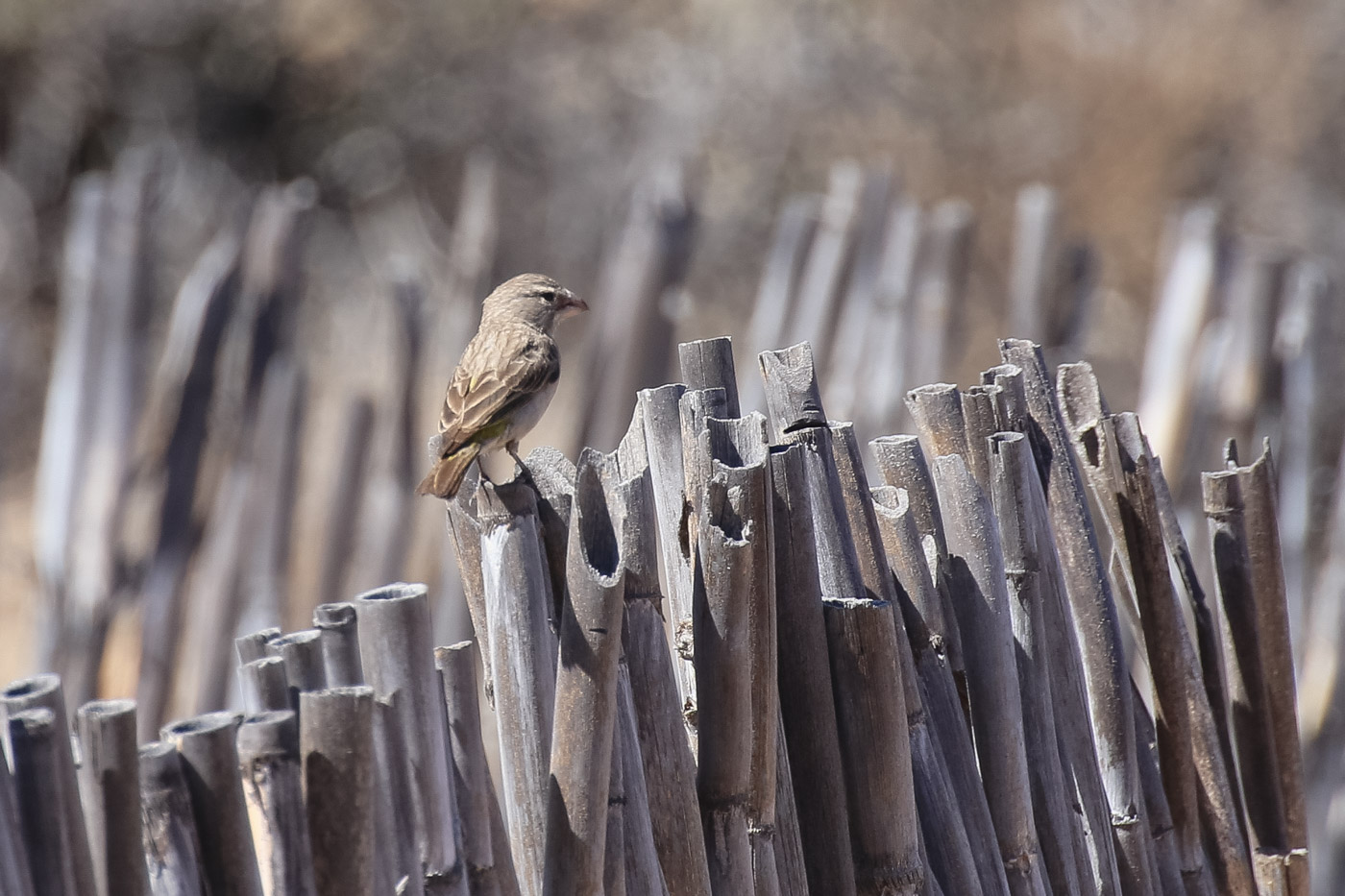

## Status
Arten har ett stort utbredningsområde och beståndet anses stabilt. Internationella naturvårdsunionen IUCN listar den därför som livskraftig (LC).